# Beyond Borders
Beyond Borders película norteamericana, dirigida por Martin Campbell en el año 2003

## Argumento
Sarah Jordan es una estadounidense residente en Londres que vive ajena al mundo exterior. Bastante tiene con lo que ocurre en su casa, y la desgracia de vivir atrapada en un matrimonio con un adinerado banquero británico. Pero en una recepción conoce al doctor Nick Callahan, un médico que dirige programas de ayuda a países destrozados por la guerra. Cuando Sarah conoce la realidad de los campos de refugiados siente la necesidad de acudir allí donde la necesiten. Su mundo da un vuelco, y decide marcharse lejos de Inglaterra, a países necesitados donde pueda ayudar a los más pobres.